# Sant Esteve de Castellnou de Montsec
'Sant Esteve de Castellnou de Montsec és l'església parroquial, romànica, del poble de Castellnou de Montsec, del terme municipal de Sant Esteve de la Sarga, al Pallars Jussà. Fou construïda entre al segle xi, però fou posteriorment modificada del tot.

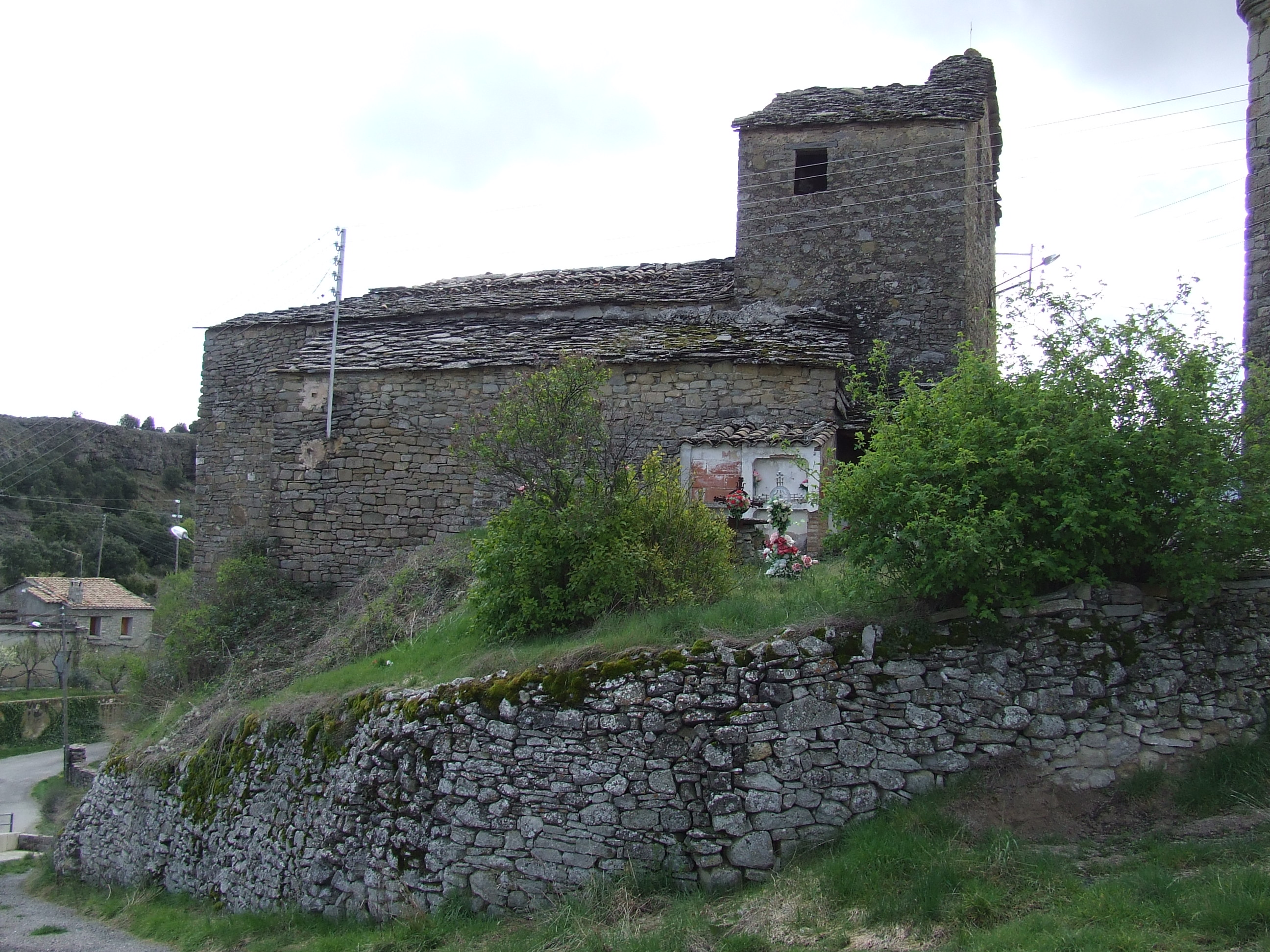
Façana nord i cementiri

Està situada al nivell superior del poble, al costat del castell-palau dels barons de Castellnou de Montsec, però queda fora del recinte del poble clos, ja que aquest queda tancat pel castell-palau.
Conserva, de l'edifici medieval, una part del mur de ponent, amb una finestra de doble esqueixada. La resta, que conserva en part la planta original, és d'una nau, possiblement eixamplada i amb l'absis suprimit, a l'edat moderna.

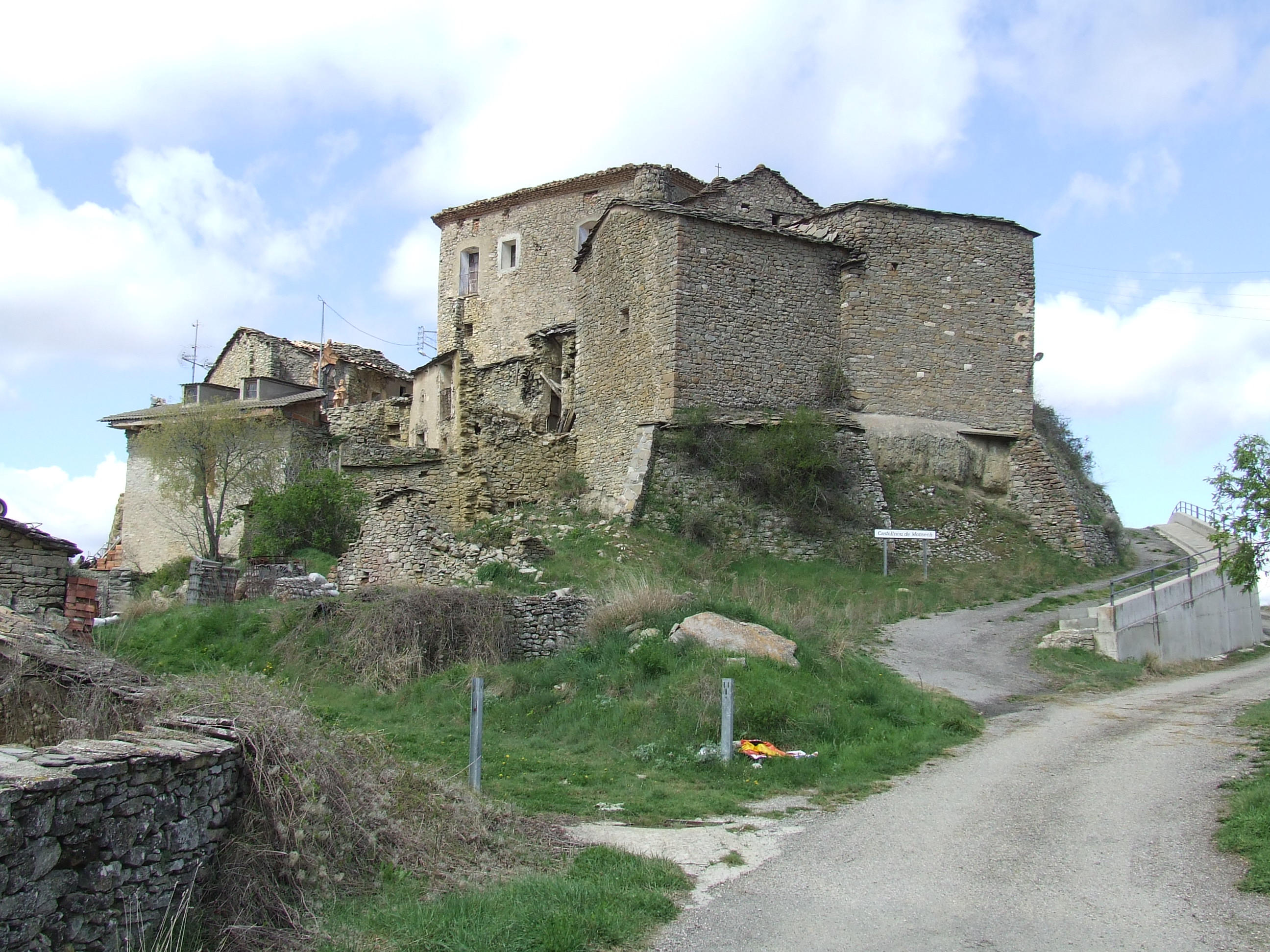
Absis i sagristia de l'església (edificis de primer terme)

Sobre aquesta part occidental hi ha un campanar de planta rectangular, de la mateixa amplada que la nau, que molt possiblement fou obrat en el moment que es va refer tota l'església.